# Кирстен Милър
Кирстен Милър (на английски: Kirsten Miller) е американска писателка, авторка на произведения в жанровете трилър, фентъзи, приключенски роман и научна фантастика.

## Биография и творчество
Кирстен Милър е родена на 18 февруари 1973 г. в Силва, Северна Каролина, САЩ. Има брат и сестра. Израства в планините на Северна Каролина. Пише истории още от училище и е насърчавана от преподавателката си. На седемнайсетгодишна възраст се премества в Ню Йорк.
Преди да започне да пише работи на различни работни места, вкл. като мениджър в областта на рекламата. Омъжена е за писател.
Първият ѝ роман „Inside the Shadow City“ (В подземния град) от поредицата „Кики Страйк“ е публикуван през 2006 г. Историята е разказана от името на приятелката на Кики, добрата Ананка Рибибейн. Четиринадесетгодишната Кики и приятелките ѝ заемат ролята на детективи изследователи на огромното подземно царство от тунели, което се открива през огромна дупка на асфалта в Манхатън.
В следваща си мистична поредица „Вечните“ развива историята на прераждането, истинската любов и зловещите тайни общества. Главната героиня Хейвън Мур е посещавана от видения от отминал живот. Тя трябва да открие скритите в миналото си тайни и любов, преди всичко да се изгуби и цикълът да започне отново. Книгите от поредицата стават бестселъри.
Започна да пише заедно с актьора Джейсън Сийгъл. Първият им роман „Кошмари!“ от едноименната им юношеска поредица е публикуван през 2014 г. Той е посветен на оживелите нощни кошмари.
През 2017 г. е публикуван съвместният им роман „Друг свят“ от едноименната им фантастична поредица. Главният герой Саймън се пристрастява към новата виртуална игра „Друг свят“, в която всичко изглежда напълно истинско като усещания, желания и преживявания. Но дали зад нея има нещо друго, което и опасно и той трябва да се намеси.
Кирстен Милър живее със семейството си в Бруклин, Ню Йорк.

## Произведения

### Самостоятелни романи
- How to Lead a Life of Crime (2013)

### Серия „Кики Страйк“ (Kiki Strike)
1. Inside the Shadow City (2006)
2. The Empress's Tomb (2007)
3. The Darkness Dwellers (2013)

### Серия „Вечните“ (Eternal Ones)
1. The Eternal Ones (2010)
2. All You Desire (2011)

### Серия „Кошмари!“ (Nightmares!) – сДжейсън Сийгъл
1. Nightmares! (2014)
2. The Sleepwalker Tonic (2015)
3. The Lost Lullaby (2016)

### Серия „Друг свят“ (Otherworld) – с Джейсън Сийгъл
1. Otherworld (2017)
Друг свят, изд.: ИК „Бард“, София (2018), прев. Валерий Русинов
2. OtherEarth (2018)

### Документалистика
- Everything You Need to Know About Nightmares! (2017) – с Джейсън Сийгъл